# Jason de Ridder
Jason de Ridder (Alkmaar, 19 maart 1990) is een Nederlandse acteur. Hij studeerde aan de Toneelschool Arnhem die hij in 2012, na drie jaar, verliet om te gaan werken in de praktijk. De Ridder werd bekend bij het grote publiek door zijn rol in de televisieserie Petticoat.

## Filmografie

### Film
- 2017: Unwanted (T'Padashtun), als Alban
- 2017: To Catch A Fly, als Francois (kort)
- 2015: Fashion Chicks, als Max
- 2015: Sunny Side Up, als Sven
- 2013: Bobby en de geestenjagers, als Aristide

### Televisie
- 2017: Nieuwe Tijden, als Eduard Suffels
- 2016 - 2017: Petticoat, als Rogier van Rooden
- 2015: Meiden van de Herengracht, als Peter Holing
- 2015: Dagboek van een Callgirl, als verlamde klant
- 2014: A'dam - E.V.A., als Simon van Berkel
- 2014: Van God Los - Loverboys, als Simon van Veen
- 2013: Penoza, als Tim

## Theater
- 2016: Koning Arthur, Theater Terra - Koning Arthur
- 2014 - 2015: ANNE - Peter van Pels

## Overige
- In 2017 werd de Ridder genomineerd voor een Zilveren Notenkraker voor zijn rol in Petticoat[1]
- Unwanted werd geselecteerd voor Karlovy Vary International Film Festival[2]
- Unwanted was de openingsfilm van Prifest, het internationale filmfestival van Pristina[3]